# Springbok (Cap-Nord)
Ne doit pas être confondu avec Springbok.
Springbok une ville du Namaqualand dans la province du Cap-Nord en Afrique du Sud.
Springbok se situe dans une vallée étroite entre les montagnes de Koperberge Klein (les petites montagnes de cuivre). Elle est reliée au Cap et à la Namibie (située à 120km) par la N7 et à Upington par la N14.

## Démographie
Selon le recensement de 2011, la commune de Springbok, comprenant la ville centre et les 2 townships de Bersig et Matjieskloof, compte 12 790 habitants, majoritairement coloured (79,89%). Si les blancs représentent 14,79% des habitants de l'ensemble de la commune, ils représentent 70,69% des 2 624 résidents de la ville centre de Springbok.
Les habitants sont très majoritairement de langue maternelle afrikaans (95,14%).

## Administration
Depuis 2000, Springbok est géré par la municipalité locale de Nama Khoi. Lors des élections municipales sud-africaines de 2011, le congrès national africain (ANC) y a obtenu 48,94 % des voix devant l'Alliance démocratique (35,62 %) et le Congrès du Peuple (15,4 %). La municipalité avait alors été gouvernée par une coalition entre la DA et le COPE jusqu'à ce qu'une élection partielle en 2013 permette à l'ANC de remporter la majorité des sièges au conseil municipal.

## Historique

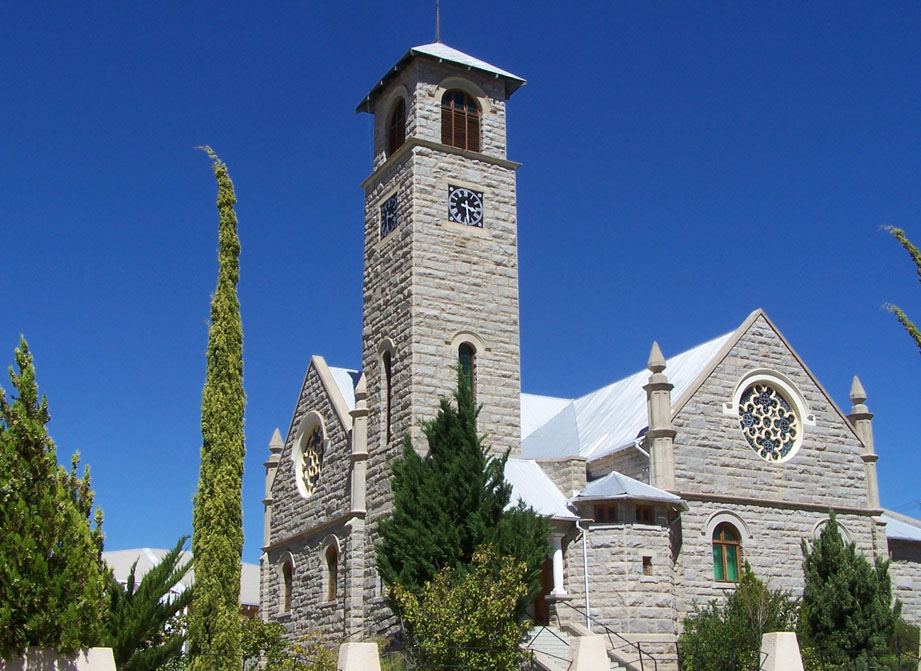
La vieille église réformée hollandaise (1921) située au centre de la ville

Au XVIIe siècle, les peuples Nama et Khoïsan sont les premiers à traverser la région pour se rendre au Cap de Bonne Espérance et commercer avec les Hollandais. Le gouverneur Simon van der Stel fait explorer la région croyant y trouver la cité mythique de Monomatapa. Par la suite, la région est explorée par les Boers.
En 1850, une mine de cuivre est découverte sur les terres de la ferme de Melkboschkuil. En 1852, la ferme de Long Kowie Cloete est achetée par la société minière Philipps and King (la future Société de Cuivre du Cap) pour exploiter le cuivre.
En 1862, le village minier de Springbokfontein est officiellement fondé puis le nom abrégé quelques années plus tard en Springbok. La colline centrale est utilisée comme fort durant la seconde guerre des Boers par le général Manie Maritz car elle offrait un excellent point de vue sur la vallée.
L'économie du village repose principalement aujourd’hui sur le tourisme, les activités minières, le commerce et l'agriculture.

### Tourisme local
- la Réserve naturelle de Goegap, à 15 km à l'est de Springbok
- la Blue Mine
- l'Église réformée hollandaise (la Klipkerk)
- la Mineshaft à Carolusberg
- le monument commémoratif de la seconde guerre des Boers sur le Koppie
- le Musée du Namaqualand dans l'ancienne synagogue (1929)
- un village traditionnel Nama
- la Synagogue
- le parc national de Namaqua

## Notes et références

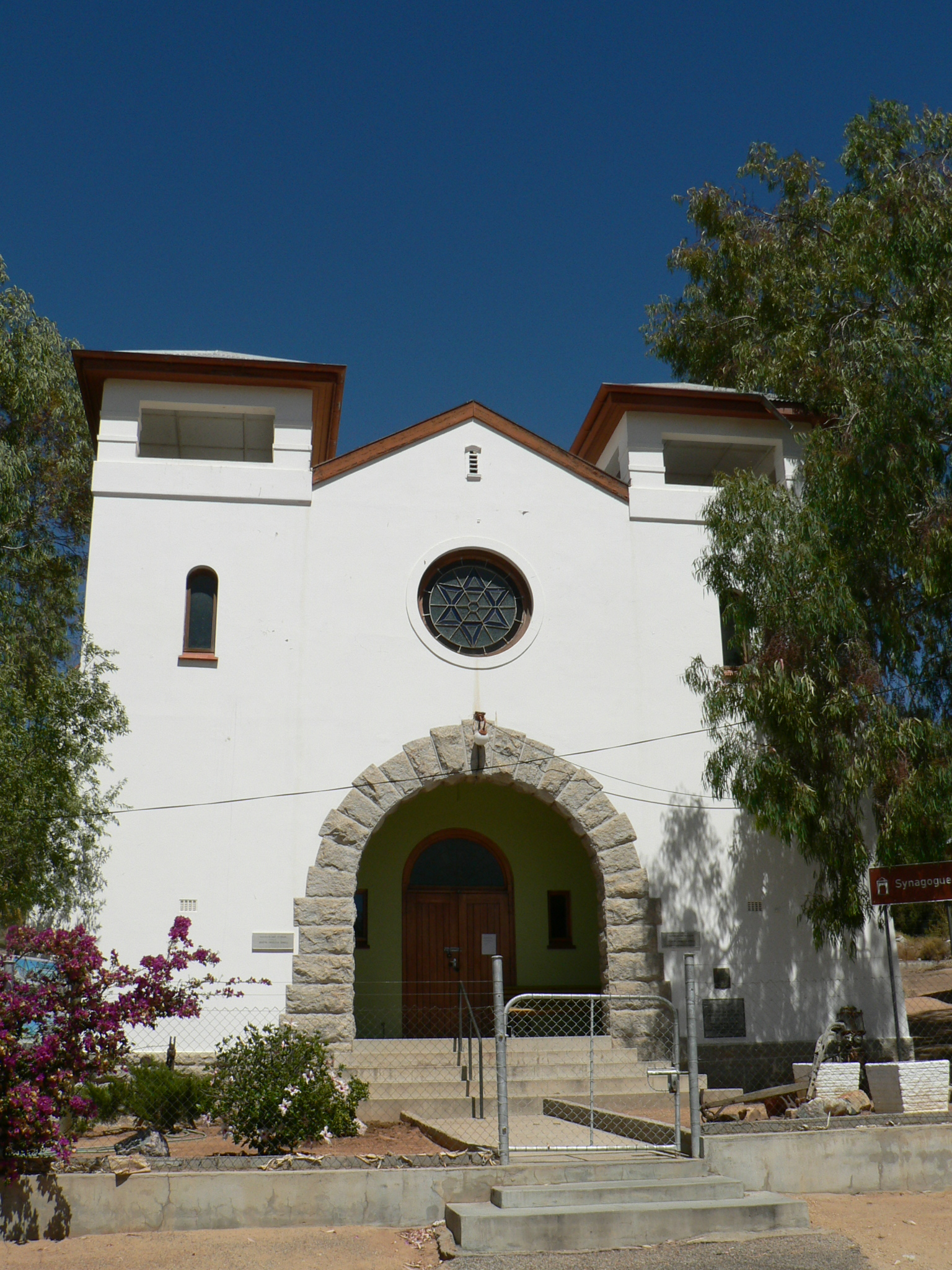
L'ancienne synagogue devenue le musée du Namaqualand